# Robert Kerman

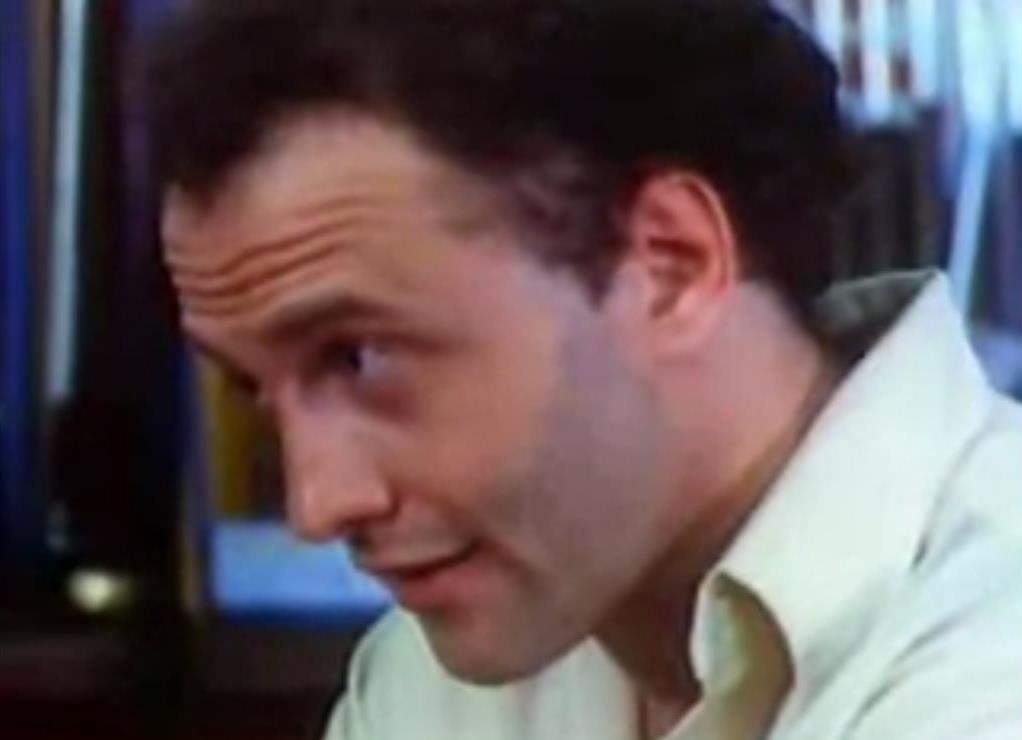
Kerman in Debbie Does Dallas (1978)

Robert Charles Kerman (* 16. Dezember 1947 in Brooklyn, New York; † 27. Dezember 2018) war ein US-amerikanischer Schauspieler.

## Leben
Unter dem Pseudonym „R. Bolla“ trat Robert Kerman in über 100 pornografischen Filmen auf; die bekanntesten darunter waren Debbie Does Dallas und Gerard Damianos The Satisfiers of Alpha Blue. Er war einer der wenigen Pornodarsteller, denen der erfolgreiche Schritt in das Mainstream-Kino gelang. Seine bekannteste nicht-pornografische Rolle ist die des Dr. Harold Monroe in Nackt und zerfleischt (Cannibal Holocaust). Insgesamt trat er in einer Handvoll italienischer Kannibalenfilme auf, darunter Lebendig gefressen und Die Rache der Kannibalen von Umberto Lenzi.
Robert Kerman starb am 27. Dezember 2018.

## Filmographie (Auswahl)
- 1978: Debbie Does Dallas
- 1979: Das Concorde Inferno (Concorde Affaire ’79) – Regie: Ruggero Deodato
- 1979: Airport ’80 – Die Concorde (Airport ’80 – The Concorde)
- 1980: The Satisfiers of Alpha Blue – Regie: Gerard Damiano
- 1980: Nackt und zerfleischt (Cannibal Holocaust)
- 1980: Lebendig gefressen (Mangiati vivi!)
- 1981: Amanda by Night – Regie: Gary Graver
- 1981: Debbie Does Dallas Part II
- 1981: Die Rache der Kannibalen (Cannibal Ferox)
- 1982: The Devil in Miss Jones Part II – Regie: Henri Pachard
- 1982: American Killing – Regie: Armand Mastroianni
- 1982: Mission Hill – Regie: Bob Jones
- 1983: Public Affairs – Regie: Henri Pachard
- 1986: Die Nacht der Creeps (Night of the Creeps)
- 1987: No Way Out – Es gibt kein Zurück (No Way Out)
- 1998: Men Under Water – Regie: Douglas Morse
- 2002: Spider-Man
- 2006: Vic – Regie: Sage Stallone